# 新布法羅 (密歇根州)
新布法羅（英語：New Buffalo）是一個位於美國密歇根州貝林縣的城市。

## 人口
根據2020年美國人口普查的數據，新布法羅的面積為6.45平方千米，當中陸地面積為6.39平方千米，而水域面積為0.06平方千米。當地共有人口1708人，而人口密度為每平方千米265人。